# Светловский сельсовет (Алтайский край)
Светловский сельсовет — муниципальное образование со статусом сельского поселения и административно-территориальное образование в Завьяловском районе Алтайского края России. Административный центр — село Светлое.

## История
10 июня 2009 года был упразднён разъезд Невский.

## Население
| 1997 | 1998 | 1999 | 2000 | 2001 | 2002 | 2003 | 2004 | 2005 |
| ---- | ---- | ---- | ---- | ---- | ---- | ---- | ---- | ---- |
| 680  | ↘666 | ↗692 | ↗695 | ↘693 | ↗696 | ↘676 | ↘659 | ↗660 |
| 2006 | 2007 | 2008 | 2009 | 2010 | 2011 | 2012 | 2013 | 2014 |
| ↘634 | ↘574 | ↗583 | ↗588 | ↘556 | ↘555 | ↗557 | ↘541 | ↘527 |
| 2015 | 2016 | 2017 | 2018 | 2019 | 2020 | 2021 |      |      |
| ↗535 | ↘525 | ↗545 | ↘536 | ↘513 | ↘480 | ↘459 |      |      |

По результатам Всероссийской переписи населения 2010 года, численность населения муниципального образования составила 556 человек, в том числе 266 мужчин и 290 женщин.

## Населённые пункты
В состав сельского поселения входит один населённый пункт — село Светлое.